# Пинясов, Григорий Павлович
Григорий Павлович Пинясов (род. 3 августа 1948, Хор, Хабаровский край) — советский и российский певец, Заслуженный артист РСФСР (1987), народный артист России (1995).

## Биография
В детстве переехал с родителями в Москву. Творческую карьеру начал с того, что окончил музыкальное училище им. Ипполитова-Иванова по классу вокала. Далее — художественная самодеятельность, профессиональная самодеятельность с коллективом дворца культуры станкостроительного завода им. Серго Орджоникидзе, Затем — солист хора им. Пятницкого; в настоящее время солист Академического ансамбля песни и пляски войск национальной гвардии РФ.